# Brzeźce (województwo lubelskie)
Brzeźce – wieś w Polsce położona w województwie lubelskim, w powiecie ryckim, w gminie Stężyca. Leży nad jeziorem Błonie, przy drodze wojewódzkiej nr 801  Warszawa – Puławy. 
W latach 1975–1998 miejscowość należała administracyjnie do ówczesnego województwa lubelskiego.
Wieś jest sołectwem w gminie Stężyca. Według Narodowego Spisu Powszechnego z roku 2011 wieś liczyła 356 mieszkańców.
Wierni Kościoła rzymskokatolickiego należą do parafii św. Marcina w Stężycy.

## Części miejscowości

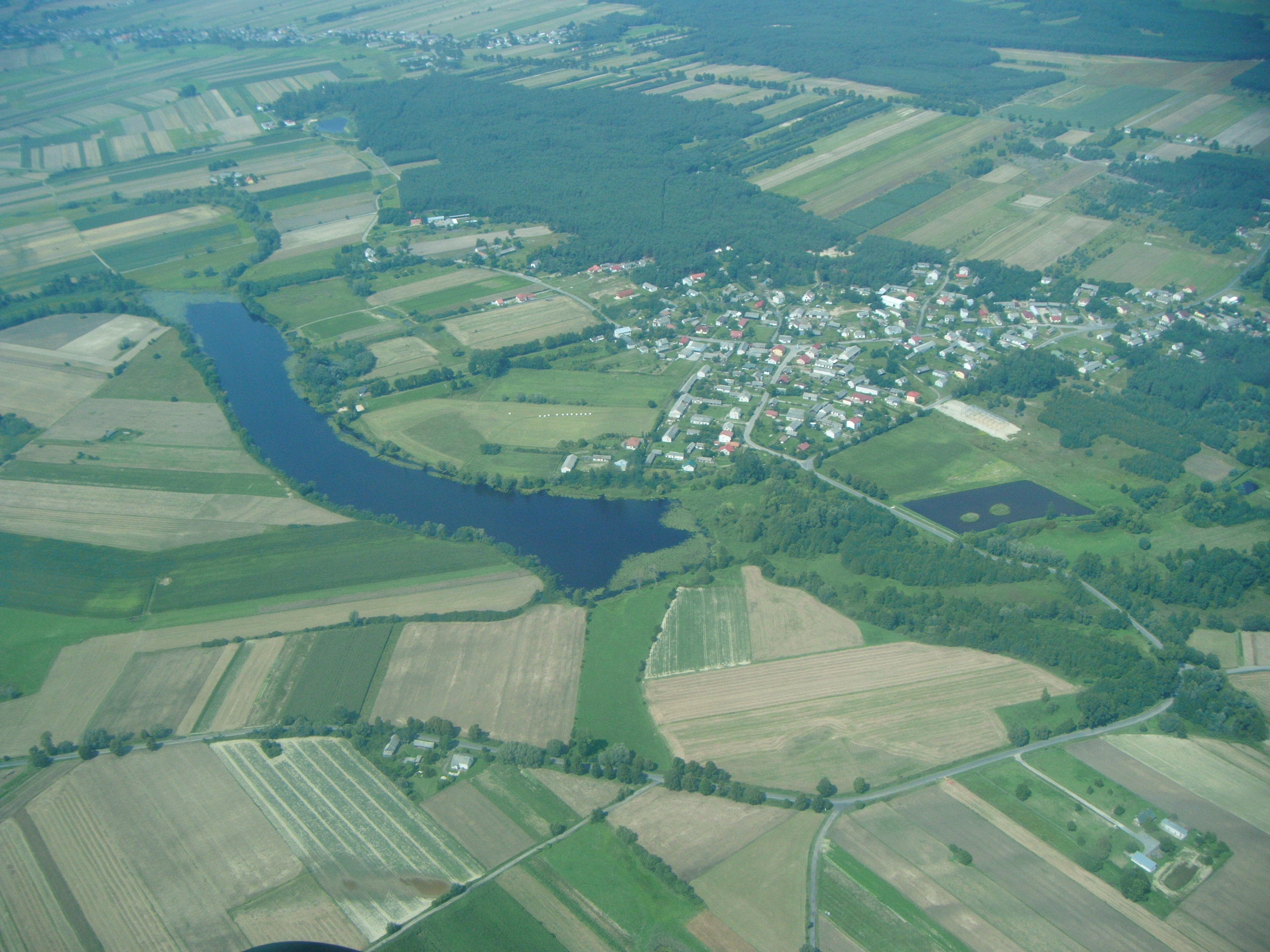
Widok z lotu ptaka – Brzeźce
i jezioro Błonie

| SIMC    | Nazwa | Rodzaj    |
| ------- | ----- | --------- |
| 0391450 | Bory  | część wsi |